# Língua persa média
O persa médio, que inclui, entre outras línguas,  o pálavi e o parto, é o conjunto das línguas iranianas faladas durante o Período Sassânida. Derivou do persa antigo e chegou até nós em documentos em escrita pálavi, ainda que também tenha sido registada em escrita maniqueia, por maniqueus persas.
Na classificação das línguas iranianas, o Período Médio inclui as línguas comuns no Irão desde o século III a.C. (com a queda dos Aqueménidas) até ao século VII d.C. quando ocorre a queda dos Sassânidas.